# Symphonies de Kurt Weill
Kurt Weill a écrit deux symphonies.
Le compositeur est essentiellement connu pour ses musiques de scène et n'a que peu écrit en dehors de ce cadre pour orchestre. Outre ses deux symphonies, il existe une suite de jeunesse composée en 1919, un Divertimento (1922), une Sinfonia Sacra, un concerto pour violon et instruments à vent (1924).

## Symphonie n° 1
Elle a été écrite en 1921. Weill était alors élève dans la classe de composition de Ferruccio Busoni. Une version pour piano à 4 mains a été exécutée devant ce dernier cette année-là.
La partition n'a jamais été jouée du vivant du musicien et n'a été retrouvée qu'en 1956, en Italie et créée à Hambourg en 1958.
Elle comporte un seul mouvement et son exécution demande environ 30 minutes. Elle conserve toutefois la structure "rapide-lent-rapide" de la symphonie classique.

## Symphonie n° 2
Elle a été écrite entre 1933 et 1934 lors de l'exil parisien du musicien. Il s'agit d'une commande de la princesse Edmond de Polignac. Elle est contemporaine de ses Sept Péchés capitaux.
La numérotation en tant que seconde n'a pas été faite par Weill.
Elle fut créée le 11 octobre 1934 par le Concertgebouw D'Amsterdam sous la direction de Bruno Walter. Elle est par la suite "oubliée" et redécouverte dans les années 80.
Elle comporte trois mouvements et son exécution demande environ 30 minutes.
- Sostenuto – Allegro molto
- Largo
- Allegro vivace